# Nærøyfjord
De Nærøyfjord (Noors: Nærøyfjorden) is een fjord in de gemeente Aurland in Vestland, Noorwegen.
De fjord is 17 kilometer lang en is een zijtak van de Aurlandsfjord, die op zijn beurt een vertakking is van de grote Sognefjord. De fjord is zeer smal, op sommige plaatsen slechts 250 m breed - de Bakkasundet of 'Engte van Bakka' nabij het plaatsje Bakka - terwijl de omliggende bergen tot 1770 meter hoog zijn. Op het smalste punt is de fjord slechts 12 m diep, verder naar het einde verdiept ze tot 75 m. De fjord eindigt nabij het dorp  Gudvangen, waar het riviertje Nærøydalselvi erin uitstroomt.
Op de oevers van de fjord ligt het dorp Dyrdal en de boerderij Styvi.
Sinds 14 juli 2005 staat de Nærøyfjord op de Werelderfgoedlijst van UNESCO, samen met de Geirangerfjord.
Nærøyfjord is gebruikt als inspiratie voor Arendelle in 2013 voor de Disneyfilm Frozen.

## Verkeer en vervoer
Er is een autoveer van Gudvangen naar Kaupanger en Lærdal. Ook is er een verbinding tussen Gudvangen, Aurland en Flåm.

## Externe links

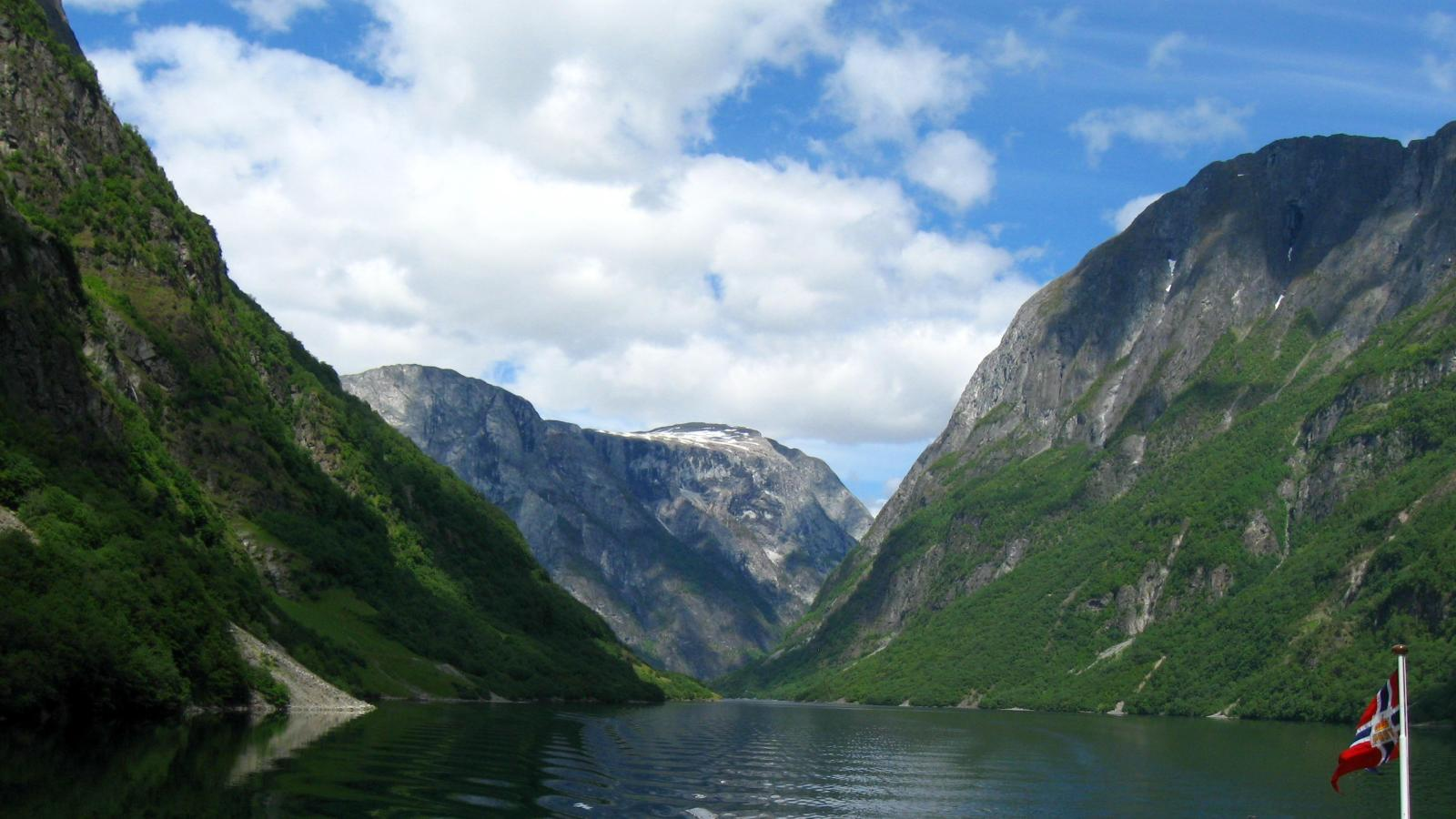
Nærøyfjord

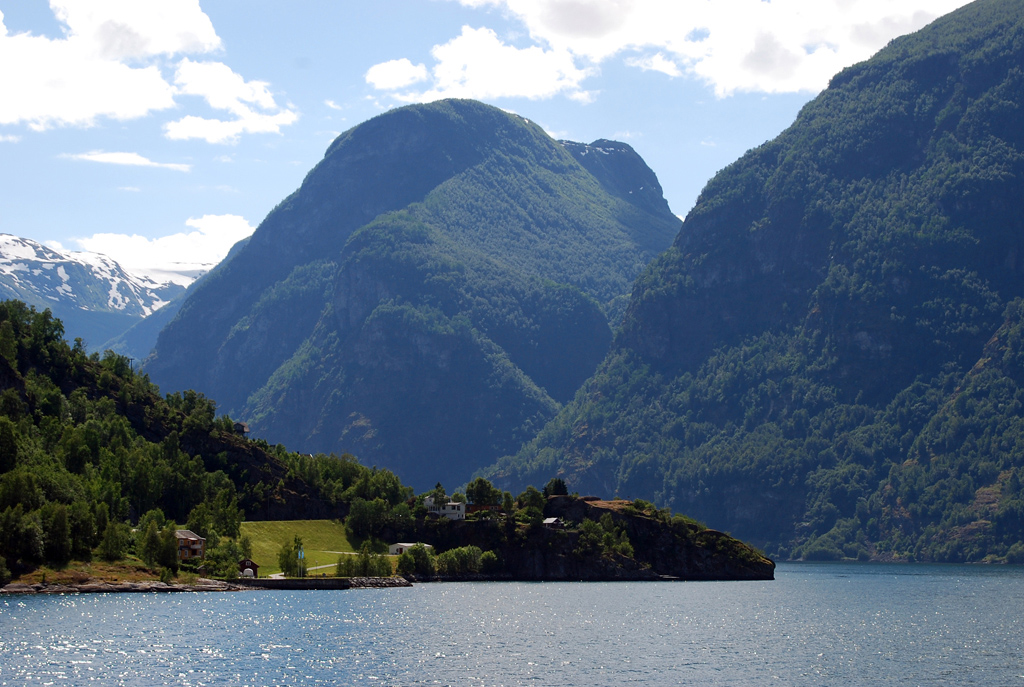
Nærøyfjord